# Ophonus ardosiacus
Ophonus ardosiacus es una especie de escarabajo terrestre de la subfamilia Harpalinae, género Ophonus y subgénero Ophonus (Ophonus).